# Farhor
Farhor (în tadjică Фархор) este un oraș din Tadjikistan.